# آري (مغنية)
آري (هانغل: 아리) هي مغنية كورية جنوبية، ولدت في 6 أغسطس 1985.